# 凯撒施图尔山麓维尔
凯撒施图尔山麓维尔（德語：Wyhl am Kaiserstuhl，發音：[ˈviːl ʔam ˈkaɪzɐʃtuːl]）是德国巴登-符腾堡州弗赖堡行政区埃门丁根县的市镇，面积16.95平方千米，2023年12月31日人口为4,014人。